# Кавниці
Кавниці (пол. Kawnice) — село в Польщі, у гміні Ґоліна Конінського повіту Великопольського воєводства.
Населення — 832 особи (2011).
У 1975-1998 роках село належало до Конінського воєводства.

## Демографія
Демографічна структура станом на 31 березня 2011 року:
|          | Загалом | Допрацездатний вік | Працездатний вік | Постпрацездатний вік |
| -------- | ------- | ------------------ | ---------------- | -------------------- |
| Чоловіки | 409     | 73                 | 300              | 36                   |
| Жінки    | 423     | 85                 | 252              | 86                   |
| Разом    | 832     | 158                | 552              | 122                  |